# 岩匹菊
岩匹菊（学名：Tanacetum petrareum）是菊科菊蒿属的植物。分布于俄罗斯阿尔泰地区以及中国大陆的新疆等地，多生长在山坡岩石上，目前已由人工引种栽培。